# Mercedes-Benz C216
Mercedes-Benz C216 är generation nummer två av lyxbilen Mercedes-Benz CL-klass, tillverkad av den tyska biltillverkaren Mercedes-Benz mellan 2006 och 2014.
På bilsalongen i Paris i september 2010 presenterade Mercedes-Benz en ansiktslyft version av modellen, med en ny generation bränslesnålare motorer med start/stopp-automatik.
Versioner:
| Modell   | Årsmodell | Motor                     | Cylindervolym | Effekt     | Bränslesystem               |
| -------- | --------- | ------------------------- | ------------- | ---------- | --------------------------- |
| CL500    | 2006-10   | M273: 8-cyl V-motor DOHC  | 5461 cm³      | 388 hk     | Bränsleinsprutning          |
| CL600    | 2006-14   | M275: 12-cyl V-motor SOHC | 5513 cm³      | 517 hk     | Bränsleinsprutning, biturbo |
| CL63 AMG | 2007-10   | M156: 8-cyl V-motor DOHC  | 6208 cm³      | 525 hk     | Bränsleinsprutning          |
| CL65 AMG | 2007-14   | M275: 12-cyl V-motor SOHC | 5980 cm³      | 612-630 hk | Bränsleinsprutning, biturbo |
| CL500    | 2011-14   | M278: 8-cyl V-motor DOHC  | 4663 cm³      | 435 hk     | Direktinsprutning, biturbo  |
| CL63 AMG | 2011-14   | M278: 8-cyl V-motor DOHC  | 5461 cm³      | 544-571 hk | Direktinsprutning, biturbo  |